# 경주 천군동 사지
경주 천군동 사지(慶州 千軍洞 寺址)는 대한민국 경상북도 경주시 천군동에 있는 신라의 사찰터이다. 1963년 1월 21일 대한민국의 사적 제82호로 지정되었다.

## 개요
경주 보문단지 경주월드 맞은편 논 한가운데 있으며, 보물 제168호로 지정된 통일신라시대의 3층석탑 2기가 서 있다. 절의 이름과 처음 지어진 연대는 알 수 없으나 석탑이 신라의 전형적인 양식을 따르고 있으므로 통일신라시대의 사찰로 추정하고 있다. 2기의 탑은 규모와 형식이 같으며, 서쪽에 있는 탑의 보존상태가 좀 더 양호하다.
발굴결과 확인이 된 건물자리는 금당(법당)·강당·중문 들이며, 기둥과 기둥사이를 1칸으로 볼 때 금당은 앞면·옆면 모두 5칸, 강당은 앞면 8칸·옆면 3칸, 중문은 앞면 3칸·옆면 2칸의 건물이었음이 밝혀졌다. 전체 절터의 규모는 중문에서 강당까지 남북 79m, 동서 61m이다.
발굴당시에 출토된 유물은 대부분이 기와 종류로서, 지붕 맨 윗부분의 양쪽 끝에 장식하였던 큰 치미(높이 58cm)는 국립경주박물관에 진열되어 있다.
통일신라시대의 전형적인 양식인 쌍탑식의 가람배치를 따르지만 금당 좌우에 회랑이 없는 것이 특이하다. 감은사터와 보문리사터의 석탑보다 양식상 늦은 시기로 보아 창건 연대를 8세기 후반으로 추정하고 있다.

## 현지 안내문
이 절터는 절의 이름을 알 수 없어 지명을 따서 천군동 절터라고 부른다. 무너진 탑재와 주춧돌만 흩어져 있었는데, 1938년 일본인들의 발굴조사에 의해 중문과 금당, 강당 자리가 확인되었다.
절은 통일신라시대의 쌍탑 1금당식으로 앞에는 중문이 있고 그 안쪽 동서에 두탑이 있다. 그 뒤로는 금당터와 강당터가 자리하고 둘레에는 회랑터가 위치하고 있다. 중문터는 앞면 3칸에 옆면 2칸이고, 금당은 앞면과 옆면이 각각 5칸, 강당은 앞면 8칸에 옆면 3칸 규모였음이 밝혀졌다. 중문에서 강당까지의 남북 길이는 79m, 동서 길이는 61m정도이다.
이곳에서 발굴된 유물은 대부분 기와와 벽돌 종류이며, 지붕 맨 윗부분의 양쪽 끝을 장식하였던 치미는 국립경주박물관에 보관되어 있다. 통일신라시대의 전형적 양식인 쌍탑식 절 배치를 따랐지만 금당 좌우에 회랑이 없는 것이 특이하다. 이 절터는 현재 논밭으로 농사를 짓고 있어 원래 모습을 확인할 수 없다. 다만 동·서 삼층석탑을 1939년에 다시 세워 보존하고 있다.

## 같이 보기
- 경주 천군동 동·서 삼층석탑 (보물 제168호)

## 참고 자료
- 경주 천군동 사지 - 국가유산청 국가유산포털